# Nacer Barazite
Nacer Barazite (Arnhem, 27 maggio 1990) è un ex calciatore olandese, di ruolo centrocampista.

## Carriera

### Club

#### Arsenal
Nato ad Arnhem da madre olandese e padre marocchino, Barazite ha iniziato la sua carriera da giocatore nelle giovanili del N.E.C.. È passato all'Arsenal nel 2006, venendo regolarmente registrato per gli Under-18 e nella squadra riserve della stagione 2006-2007. Ha firmato un contratto da professionista con il club nell'agosto del 2007, dopo essere andato a segno con la prima squadra in un'amichevole pre-stagione contro il Barnet.
Gioca per la prima volta in gara ufficiale il 31 ottobre 2007, subentrando ad Eduardo da Silva contro lo Sheffield United al quarto turno della Coppa di Lega. La sua seconda presenza arriva di nuovo come sostituto, al posto di Mark Leonard Randall, nei quarti di finale della Coppa di Lega contro il Blackburn il 18 dicembre 2007: in quell'occasione viene sostituito dopo 17 minuti, a causa di una spalla slogata, da Fran Mérida.
Barazite mette a segno la sua prima tripletta per l'Arsenal Under-18 in un 5-2 sul Southampton. È stato anche portato in panchina dell'Arsenal per la partita di Premier League contro il Sunderland dell'11 maggio 2008, senza entrare in campo.

##### Prestiti a Derby Country, Rangers e Vitesse
Il 19 agosto 2008 passa per prestito al Derby County, squadra militante nella Football League Championship. Il 29 dicembre 2008 il suo prestito al Derby County è stato prorogato fino al termine della stagione 2008-2009. Ha segnato il suo primo gol nella maglia del Derby Country il 18 febbraio in casa contro il Blackpool nella vittoria per 4-1.
Il 10 agosto 2010 è passato per prestito alla squadra scozzese del Rangers.
Si è unito al club olandese del Vitesse in prestito per tutta la stagione 2010-2011. L'11 settembre 2010 ha fatto il suo debutto con la squadra olandese, in una sconfitta per 1-0 contro l'Heerenveen. Nel terzo turno di Coppa d'Olanda ha segnato due volte in una vittoria di 6-0 sul Flevo Boys, siglando una doppietta anche nella KNVB Cup, contro il Rijnsburgse Boys, nel match vinto 3-0. Il Vitesse non rinnova il prestito e nel dicembre del 2010 ritorna all'Arsenal.

#### Austria Vienna
Il 31 gennaio 2011 ha firmato un contratto con gli austriaci dell'Austria Wien. Ha esordito il 12 febbraio 2011. Ha segnato il suo primo gol nella vittoria per 4-0 sul Wiener Neustadt il 19 febbraio 2011. L'11 maggio 2011 ha ricevuto il suo primo cartellino rosso nella sua carriera professionale, dopo una seconda ammonizione nel pareggio per 1-1 contro lo Sturm Graz. Nella sua prima stagione all'Austria Vienna, il club arriva al terzo posto in campionato, con conseguente qualifica in una Europa League. Barazite è diventato titolare in prima squadra, giocando nella posizione di attaccante, segnando 4 gol in 16 partite.
Nella seguente stagione Barazite gioca nei turni preliminari di Europa League, segnando in entrambe le gare del secondo turno contro il Rudar Pljevlja, due gol nella gara di andata e un gol in quella di ritorno. Nel terzo turno contro l'Olimpija Ljubljana fa una tripletta nella gara di ritorno (vinta 3-1), permettendo alla squadra di procedere in questa competizione dopo l'1-1 dell'andata. Nei turno di play-off mette a segno una doppietta nella vittoria per 3-1 contro il CS Gaz Metan Medias, ottenendo l'accesso alla fase a gironi dopo la sconfitta per 1-0 nella gara di ritorno. Tre giorni dopo, ha segnato il suo primo gol in campionato della stagione, nella vittoria per 3-0 contro il Rapid Wien. Gli 8 gol tutti in Europa League sono il più alto bottino di qualsiasi giocatore nella competizione, e Barazite afferma che quello è stato il momento migliore della sua carriera. Nella fase a gironi Barazite mette a segno tre gol contro il Malmö FF e uno contro l'AZ; la squadra non supera il turno.

#### Monaco e prestito all'Austria Vienna
Il 25 gennaio 2012 si aggrega alla rosa del Monaco, per 3 milioni di euro, firmando un contratto di quattro anni e mezzo.
Ha fatto il suo debutto nel febbraio 2012, nel match perso 1-0 contro il Bastia. Nella stagione seguente, Barazite ha segnato il suo primo gol per il club nella Coupe de la Ligue in un pareggio per 1-1 contro Nîmes, poi vinto ai calci di rigore dal Monaco.
Il 30 gennaio 2013 ritorna all'Austria Vienna in prestito fino al termine della stagione. Esordisce sostituendo Marin Leovac nel derby contro il Rapid Wien, fornendo un assist per Philipp Hosiner. Poco dopo ha subito un infortunio al ginocchio e non lo farà giocare fino a metà marzo in seguito a un intervento chirurgico.
A fine stagione ritorna ai monegaschi, non essendo riscattato dagli austriaci dell'Austria Vienna.

### Nazionale
Ha giocato per la Nazionale Under-17 olandese, facendo parte della squadra orange nel Campionato europeo Under-17 2007: durante la fase a gironi di tale rassegna ha segnato il gol del pareggio nel 2-2 contro il Belgio; l'Olanda non ha passato il turno.

## Statistiche

### Presenze e reti nei club
Statistiche aggiornate al 15 marzo 2014.
| Stagione              | Squadra               | Campionato            | Campionato | Campionato | Coppe nazionali | Coppe nazionali | Coppe nazionali | Coppe continentali | Coppe continentali | Coppe continentali | Altre coppe | Altre coppe | Altre coppe | Totale | Totale |
| Stagione              | Squadra               | Comp                  | Pres       | Reti       | Comp            | Pres            | Reti            | Comp               | Pres               | Reti               | Comp        | Pres        | Reti        | Pres   | Reti   |
| --------------------- | --------------------- | --------------------- | ---------- | ---------- | --------------- | --------------- | --------------- | ------------------ | ------------------ | ------------------ | ----------- | ----------- | ----------- | ------ | ------ |
| 2007-2008             | Arsenal               | PL                    | 0          | 0          | FA Cup+CC       | 0+2             | 0+0             | -                  | -                  | -                  | -           | -           | -           | 2      | 0      |
| 2008-2009             | Derby County          | FLC                   | 30         | 1          | FA Cup+CC       | 4+2             | 0+0             | -                  | -                  | -                  | -           | -           | -           | 36     | 1      |
| Totale Derby County   | Totale Derby County   | Totale Derby County   | 30         | 1          |                 | 6               | 0               |                    |                    |                    |             |             |             | 36     | 1      |
| 2009-2010             | Arsenal               | PL                    | 0          | 0          | FA Cup+CC       | 0+1             | 0+0             | -                  | -                  | -                  | -           | -           | -           | 1      | 0      |
| Totale Arsenal        | Totale Arsenal        | Totale Arsenal        | 0          | 0          |                 | 3               | 0               |                    |                    |                    |             |             |             | 3      | 0      |
| 2010-2011             | SBV Vitesse           | E                     | 9          | 0          | KNVB Cup        | 2               | 3               | -                  | -                  | -                  | -           | -           | -           | 11     | 3      |
| Totale SBV Vitesse    | Totale SBV Vitesse    | Totale SBV Vitesse    | 9          | 0          |                 | 2               | 3               |                    |                    |                    |             |             |             | 11     | 3      |
| 2010-2011             | Austria Vienna        | FB                    | 16         | 4          | ÖFB             | 1               | 0               | -                  | -                  | -                  | -           | -           | -           | 17     | 4      |
| 2011-2012             | Austria Vienna        | FB                    | 18         | 8          | ÖFB             | 3               | 0               | UEL                | 12                 | 11                 | -           | -           | -           | 33     | 19     |
| 2011-2012             | AS Monaco             | L2                    | 7          | 0          | CF+CL           | 0               | 0               | -                  | -                  | -                  | -           | -           | -           | 7      | 0      |
| 2012-2013             | AS Monaco             | L2                    | 4          | 0          | CF+CL           | 0+1             | 0+1             | -                  | -                  | -                  | -           | -           | -           | 5      | 1      |
| 2012-2013             | Austria Vienna        | FB                    | 5          | 1          | -               | -               | -               | -                  | -                  | -                  | -           | -           | -           | 5      | 1      |
| Totale Austria Vienna | Totale Austria Vienna | Totale Austria Vienna | 39         | 13         |                 | 4               | 0               |                    | 12                 | 11                 |             |             |             | 55     | 24     |
| 2013-2014             | AS Monaco             | L1                    | 0          | 0          | CF+CL           | 0               | 0               | -                  | -                  | -                  | -           | -           | -           | 0      | 0      |
| Totale AS Monaco      | Totale AS Monaco      | Totale AS Monaco      | 11         | 0          |                 | 1               | 1               |                    |                    |                    |             |             |             | 12     | 1      |
| Totale carriera       | Totale carriera       | Totale carriera       | 88         | 14         |                 | 16              | 4               |                    | 12                 | 11                 |             |             |             | 117    | 29     |